# Гительсон, Александр Владимирович
Александр Владимирович Гительсон (16 апреля 1950, Мостиска Дрогобычской области Украинской ССР) — российский предприниматель.
Основатель «Восточно-Европейской финансовой корпорации» (ВЕФК), занимавшейся в России и Боснии и Герцеговине банковским бизнесом («Банк ВЕФК», «Банк ВЕФК-Урал», Петро-Аэро-Банк и другие), а также девелопментом, торговлей и нефтедобычей. В 2008—2009 годах банковский бизнес корпорации перешёл под управление государства. В 2009 году Гительсон был арестован по обвинению в отмывании денег, но впоследствии был освобождён. В 2010 году также был обвинён в хищении 2,5 млрд рублей, заочно арестован и объявлен в международный розыск. По делу о хищении средств у депутата Аднана Музыкаева был заочно приговорён к пяти годам лишения свободы.
Гительсон женат, у него есть дочь, которая живёт в Великобритании.

## Биография
Александр Владимирович Гительсон родился 16 апреля 1950 года в городе Мостиска Дрогобычской области Украинской ССР около польской границы: его отец там служил в погранвойсках. В 1952 году вместе с родителями Гительсон переехал в Ленинград, откуда был родом его отец. В 1976 году Гительсон окончил Ленинградский институт авиационного приборостроения (ныне — ГУАП) по специальности «Электронно-вычислительные машины», после чего начал работать инженером вычислительного центра на «Заводе турбинных лопаток». В 1991 году Гительсон ушел с завода, к тому времени он уже был главным инженером арендного КБ предприятия «Специальное проектно-конструкторское и технологическое бюро микропроцессорных устройств», которое проектировало системы управления энергетическим оборудованием для завода.
С 1988 года Гительсон активно занялся коммерческой деятельностью, создал и возглавил ряд банков и крупных компаний.
Начиная с 2009 года против Гительсона был возбуждён ряд уголовных дел по экономическим преступлениям. Он был объявлен в международный розыск и в апреле 2013 года арестован в Австрии. Он был экстрадирован в Россию, где дожидался суда в тюрьме Матросская тишина в Москве, а с декабря 2013 — в Петербурге. Лишь к 1 июля 2014 года были завершены все следственные действия и материалы переданы в суд.

### Предпринимательская деятельность
Ещё до распада СССР Гительсон занялся коммерцией, в 1988 году он основал ряд кооперативов, занимавшихся импортом и сборкой персональных компьютеров и другого электронного оборудования. В 1989 году он пришел в банковское дело, став учредителем банков «Петровский» и «Аэрофлот» (его доля в последнем была мала). В 1992 году Гительсон контроль над «Петровским» утратил, а у «Аэрофлота» в 1997 году была отозвана лицензия. В 1991 году Гительсон покинул Россию, по его словам, занимался торговыми и финансовыми операциями в Германии и Австрии, а затем переехал на Кипр, где возглавил компанию BTI Communication Ltd. Сообщалось, что стартовый капитал для своего бизнеса он получил в виде кредита в Израиле и приумножил его, играя на бирже.
Находясь на Кипре, Гительсон продолжал заниматься бизнесом и в России. В 1995 году Гительсон стал главным учредителем Петро-Аэро-Банка, был членом его совета директоров. В конце 1990-х годов одним из акционеров банка была компания ООО «Петростройпроект», которая впоследствии входила в ВЕФК и чьим заместителем директора числился младший брат Гительсона, Сергей. В 2000 году Александр Гительсон был избран председателем совета директоров Петро-Аэро-Банка. Банк пользовался не лучшей репутацией из-за слухов о его участии в «серых схемах»: в частности, в 2002 году Петро-Аэро-Банк привлек внимание правоохранительных органов из-за крупного возврата уплаченного НДС из федерального бюджета, осуществленного одним из клиентов банка, однако развитие это дело тогда не получило. Гительсон заявлял, что слухи о «серых схемах» распускают конкуренты, стремящиеся опорочить его банк.
С 2000 по 2003 год Гительсон взял под свой контроль Инкасбанк и Рускобанк. В июне 2003 года Гительсон стал председателем совета директоров Инкасбанка, а в конце 2003 года создал ОАО «Восточно-Европейская финансовая корпорация» (ВЕФК) и занял пост её президента. В 2003—2004 годах в её состав вошли купленные у группы МДМ, одной из крупнейших российских финансово-промышленных групп, Выборг-банк и Уральский трастовый банк. В 2006 году ВЕФК приобрел принадлежащие тогда группе МДМ банки МДМ «Санкт-Петербург» (Бывший «Петровский») и Уралсибсоцбанк: они получили названия «Банк ВЕФК» и «Банк ВЕФК-Урал» соответственно. В том же году в корпорацию также вошел и «Новосибирсквнешторгбанк» из семейства ВТБ, получивший название «ВЕФК-Сибирь» и банк «РОСТ», а сам Гительсон занял пост председателя совета директоров «Банка ВЕФК», получив в нём 85 процентов акций. В 2008 году ВЕФК вошел в число десяти крупнейших корпораций России, а по числу отделений «Банк ВЕФК» занимал второе место после Сбербанка. Гительсон обещал провести публичное размещение акций ВЕФК на бирже (IPO) в 2010 году.
За рубежом ВЕФК был представлен «Банком ВЕФК Баня-Лука» в Республике Сербской (государственном образовании на территории Боснии и Герцеговины), Гительсон обещал в будущем приход корпорации и на рынок банковских услуг Сербии.
Из-за непрозрачности ВЕФК получила прозвище «Невидимка». По заявлениям Гительсона, доли государства в банках и компаниях ВЕФК не было. Примечательно, что совладельцем ВЕФК кроме Гительсона в прессе называли Юрия Зипмана, однако со второй половины 2009 года имя его перестало встречаться в прессе. В 2007 году Гительсон занимал 326 место в рейтинге российских миллиардеров, составленного журналом «Финанс.», с состоянием в 4,5 миллиарда рублей, а в начале 2008 года тот же источник поместил его уже на 180 место в списке и оценил его капитал в 12,3 миллиарда рублей.
Деятельность ВЕФК серьезно пострадала в результате мирового финансового кризиса, начавшегося осенью 2008 года. 13 октября «Банк ВЕФК» перестал выплачивать деньги вкладчикам. Ситуацию усугубляло то, что банк занимал тогда 38-е место среди российских банков, а на счетах его вкладчиков было около 20 миллиардов рублей, кроме того, банк был пенсионным агентом более миллиона пенсионеров в Ленинградской области. В ситуацию вмешались представители Банка России и Агентства по страхованию вкладов (АСВ). Тогда выяснилось, что все деньги банка были переведены аффилированным фирмам. К концу осени 2009 года Гительсон потерял контроль над всеми своими банками, они перешли в управление к АСВ. В феврале 2009 года Центробанк отозвал лицензии у Инкасбанка и «ВЕФК-Урал», а затем и у Петро-Аэро-Банка. Выяснилось, что большая часть активов банковской части корпорации были сосредоточены в центральном «Банке ВЕФК».

### Уголовные дела
В марте 2009 года Гительсон, а также председатель правления «Банка ВЕФК» Виталий Рябов, его заместитель Иван Бибинов, а в июле 2009 года — и председатель правления «Банка ВЕФК-Урал» Ольга Чечушкова были арестованы. Гительсону предъявили обвинение сначала по статье 160 УК РФ («Растрата»), но затем оно было переквалифицировано на статью 174 Уголовного Кодекса Российской Федерации («Легализация средств, полученных преступным путём»). Бизнесмена и топ-менеджеров головного банка обвинили в выдаче сомнительных кредитов, что принесло ущерб вкладчикам в 890 миллионов рублей. Больше всего пострадали вложения ленинградского областного отделения Пенсионного фонда России и средства правительства Ленинградской области: за вложение бюджетных средств в Инкасбанк был отправлен в отставку вице-губернатор области Александр Яковлев. Скандал с «ВЕФК-Урал» имел и ещё более громкие последствия: выяснилось, что в нём незаконно хранились сбережения свердловского отделения Пенсионного фонда России, всего на сумму около миллиарда рублей: проверка выяснила, что эти деньги также были переведены в центральный «Банк ВЕФК». По данным следствия, «банк 'ВЕФК-Урал'» существовал исключительно за счет безвозмездного использования денежных средств ПФР Свердловской области, на постоянной основе хранимых в этом банке", в конце года был задержан и глава свердловского отделения ПФР Сергей Дубинкин, который, по данным следствия, за размещение денег в ВЕФК получил взятки на общую сумму в 14 миллионов долларов.
Кроме обвинения в растрате 890 миллионов рублей, в октябре 2009 году Гительсону предъявили обвинение по статье 159 УК РФ («мошенничество»): депутат Государственной Думы Аднан Музыкаев обвинил бизнесмена в том, что он занял у него в ноябре 2008 года 500 миллионов рублей и не вернул. Гительсон это категорически отрицал и утверждал о том, что его пытаются оговорить.
Головной «Банк ВЕФК» впоследствии перешел к другим хозяевам (Номос-банку и ФК «Открытие»), получил назад название «Петровский» и начал судиться против Гительсона. В самой корпорации было выявлено «плохих» долгов на сумму в 40-50 миллиардов рублей. Банк «Петровский» подал 40 исков к структурам корпорации на общую сумму в 13 миллиардов рублей.
Несмотря на арест, сообщалось, что Гительсон сохранил контроль над небанковскими активами, передав их в собственность аффилированных компаний. Он продолжал управлять «Пролетарским заводом», когда акции предприятия в 2009 году выкупили у «Александровских заводов» и «Энергетической корпорации» компании ООО «Собственникъ» и ООО «Инвест паритет», также контролирующиеся офшорами Гительсона. В январе 2010 года входящая в ВЕФК компания «Южнефтегаз» подала в суд на четыре ленинградских ООО, обвинив их в невыполнении оплаченного договора на 150 миллионов рублей о поставке бурового оборудования в Калмыкию, где «Южнефтегаз» открыл месторождение нефти объёмом 6 миллионов тонн. Впрочем, некоторые аналитики утверждали, что срыв поставок был подстроен самим Гительсоном.
Адвокаты Гительсона заявляли, что их подзащитный не отвечал за выдачу кредитов. В феврале 2010 года была арестована глава отделения Пенсионного фонда России по Петербургу и Ленобласти Наталья Гришкевич. Её обвинили в получении взяток на сумму свыше 18 миллионов рублей, за которые она, действуя в интересах Гительсона, размещала деньги ПФР в «Банке ВЕФК» (Банк «Петровский» участвовал в выплате пенсий с 1992 года). Несмотря на это, в том же месяце под залог в 3 миллиона рублей был отпущен Рябов, а в апреле 2010 года на свободе оказался и Гительсон, причем он был отпущен без залога из-за поправок в Уголовный Кодекс, которыми статья 174 была переквалифицирована из особо тяжких в тяжкую. По сообщениям прессы, до ареста Гительсон перенес инсульт, а после содержания в изоляторе состояние здоровья бизнесмена ухудшилось (обострилась его желчекаменная болезнь), и с марта по сентябрь 2010 года он перенес четыре операции и готовился пятой.
В сентябре 2010 года следственное управление следственного комитета при прокуратуре РФ по Санкт-Петербургу возбудило против Гительсона ещё одно уголовное дело. По данным следствия, в 2007 году Гительсон распорядился перевести на свой счет из кассового хранилища ВЕФК 2,5 миллиарда рублей, лежавших на депозите правительства Ленинградской области в Инкасбанке. Возместить эти средства Гительсон намеревался за счет поступивших на его личный счет пяти миллиардов рублей из банка «ВЕФК Баня-Лука», но, как установило следствие, сообщения о переводе средств из Республики Сербской, на основании которых Гительсон смог забрать себе бюджетные деньги, оказались фальшивыми.

## Заочный арест и приговор
7 декабря 2010 года в Следственном комитете сообщили, что Гительсон объявлен в международный розыск и заочно арестован на два месяца. 20 января 2011 года Мещанский суд Москвы приступил к рассмотрению его дела. Банкир на заседание суда не явился, но прислал письмо, в котором объяснил, что скрывается от правосудия, опасаясь за свою безопасность, а также обвинил Музыкаева в вымогательстве. 4 апреля 2011 года суд вынес заочный приговор Гительсону, признав того виновным в мошенническом хищении денег у Музыкаева и назначив подсудимому наказание в виде лишения свободы сроком на пять лет. Он также обязал Гительсона вернуть потерпевшему 495 миллионов рублей и выплатить ему дополнительно 50 тысяч рублей компенсации морального ущерба. В июне того же года Мосгорсуд, отклонив кассационную жалобу адвокатов Гительсона, признал вынесенный ему заочный приговор законным
23 марта 2015 года Василеостровский районный суд г. Санкт-Петербурга вынес в отношение Гительсона А. В. обвинительный приговор по делу № 1-7/2015 по статье 159 часть 4 УК РФ (мошенничество, совершенное группой лиц по предварительному сговору в особо крупном размере). Суд назначил ему наказание в виде лишения свободы сроком на 3 года с отбытием наказания в исправительной колонии общего режима.